# Orfelia fultoni
Orfelia fultoni (denominados popularmente, em inglês, dismalites (-pl.); este nome vindo da localidade Dismals Canyon, no Alabama; ou fox fire (-sing.); "fox fire" - raposa de fogo - sendo o nome resultante do fenômeno do seu brilho) é um inseto de distribuição neoártica endêmico à Região Sudeste dos Estados Unidos, principalmente na cordilheira e no planalto (Cumberland) dos Apalaches, uma espécie de mosquito da família Keroplatidae e o único inseto bioluminescente da ordem Diptera encontrado na América do Norte.

## Descoberta e descrição
A espécie foi descoberta no início da década de 1940 perto de uma nascente no oeste da Carolina do Norte, sua localidade-tipo, por B. B. Fulton (daí provindo o seu descritor específico: fultoni), que estava realizando um trabalho de campo quando notou as larvas de Orfelia fultoni, em pontos de luz azulada, brilhando na terra úmida, durante a noite. Descobriu também que tais larvas se escondiam em fendas durante o dia e rastejavam para fora à noite, em suas teias, para emitirem suas luzes e se alimentarem; tendo muitas características semelhantes às das aranhas, incluindo o uso das teias para predação. Fulton não conseguiu identificar a espécie, então tentou criar algumas dessas larvas até sua maturidade e não obteve sucesso na primeira tentativa; um ano depois descobrindo que as larvas prosperavam quando mantidas num ambiente fresco, em leitos de turfa. Uma vez crescidas até a maturidade, ele foi capaz de identificá-las como uma espécie não-descrita, recebendo o nome Platyura fultoni por Elizabeth Gault Fisher, no texto "New Mycetophilidae from North Carolina (Diptera)"; publicado no periódico Entomological News, em 1940.

## Habitat e ecologiɑ
As larvas desta espécie vivem nas margens de riachos, entre musgos e cavidades rochosas, bem como em cavernas úmidas de arenito, construindo suas teias pegajosas no musgo, na madeira podre, nas fendas entre as rochas ou em solo descoberto; usando suas duas lanternas bioluminescentes como atrativo e capturando presas voadoras em suas teias. Uma vez na teia, os produtos químicos presentes em sua superfície paralisam a presa em ácido oxálico. Orfelia fultoni necessita ter uma área escura e imóvel, onde suas luzes possam brilhar e onde o vento não perturbe muito as suas teias.

### Dismals Canyon
O cânion conhecido por Dismals, no Alabama, abriga a maior população deste inseto exclusivo dos Estados Unidos; havendo duas temporadas de pico para as larvas: o pico da primavera, do final de abril a maio, e o pico do outono, do final de setembro até primeiro de outubro. Eles são visíveis durante todo o ano em números menores, oferecendo-se passeios noturnos e guiados para que os visitantes possam ver os "dismalites".

### Características e ciclo de vidɑ
Orfelia fultoni é uma larva de coloração acastanhada que mede em média 1 a 2 centímetros de comprimento e 1 a 2 milímetros de diâmetro. É remotamente relacionada com Arachnocampa, um gênero de mosquitos com estágio larval bioluminescente, endêmico da Nova Zelândia e Austrália. Entretanto, o sistema bioluminescente de ambas as larvas é morfologicamente e bioquimicamente distinto. Eles usam lanternas bilaterais, na cabeça e cauda, para emitir sua luz, ao contrário do Arachnocampa, que usa uma única lanterna caudal.
Seu ciclo de vida possui quatro estágios. A primeira etapa é o ovo: esferas marrons, pegajosas, que ficam penduradas nas paredes, saliências e tetos de cavernas. O ovo eclode após aproximadamente 7 a 9 dias e a fase larval é a mais reconhecível, pois é nesta fase que Orfelia fultoni emite seu brilho, durando de 6 a 9 meses, dependendo da disponibilidade de alimento; no entanto, o inseto pode sobreviver por longos períodos sem comer, sendo este o único estágio em que se alimenta, comendo principalmente outros mosquitos, efêmerópteros e tricópteros, bem como ocasionalmente vagalumes adultos. O terceiro estágio é a pupa. A larva usa os seus fios pegajosos para criar uma barreira protetora, depois fica pendurada no meio desta barreira e se envolve em uma "seda" de pupa que, após aproximadamente duas semanas, emerge no mosquito adulto. Os machos adultos então procuram uma pupa fêmea para acasalar e morrem; a fêmea adulta põe mais de 130 ovos, após o acasalamento, e depois também morre.

## Glowworm
Nos Estados Unidos, as larvas de Orfelia fultoni também podem receber a nomenclatura vernácula de glowworm (verme que brilha) juntamete com larvas de besouros bioluminescentes da família Phengodidae (chamados gloworm beetles).